# 케이틀린 더래니
케이틀린 더래니(Caitlin Dulany, 1967년 6월 22일 ~ )는 미국의 배우, 텔레비전 배우, 영화배우이다.
아이오와시티에서 태어났다.

## 영화
- 올드보이 (2013년) - 엠마 프리스 역
- 프로젝트 X (2011년)
- 트랜스포머: 패자의 역습 (2009년)
- 세이빙 그레이스 (2007년)
- 스카이 이즈 폴링 (2000년)
- 레드 슈 다이어리 4 (1994년)
- ER (1994년)
- 폭력 교실 1999 2 (1994년)
- 긴급 구조대 (1993년)
- 코델 3 (1993년)